# One (album zespołu Vivat)
One – piąty album zespołu Vivat, który ukazał się nakładem firmy fonograficznej Green Star 18 kwietnia 2016. Znalazło się na nim 21 premierowych utworów. Wszystkie utwory skomponowali i napisali wspólnie członkowie grupy: Grzegorz Rydzewski i Robert Kudryś. Album promuje 5 teledysków, które można oglądać przede wszystkim na antenie stacji Polo TV :
- Co roku piszę (lipiec 2014)
- Pokażę ci drogę (listopad 2014)
- Tylko mnie kochaj (luty 2015)
- Było warto (lipiec 2015)
- Kochać ciebie to szaleństwo (grudzień 2015)

## Lista utworów
1. Co roku piszę
2. Ona w sobie coś ma
3. Było warto
4. Kochać ciebie to szaleństwo
5. Powiedz gdzie ty
6. Pokażę ci drogę
7. Generał
8. Brakuje mi nas
9. O północy
10. U sąsiada
11. Dla ciebie
12. Każdy mój dzień
13. Tylko mnie kochaj
14. Biały rower
15. Tak jak ja
16. Żyję dla ciebie
17. Coś między nami jest
18. Ty na mnie czekasz
19. Tracę głowę
20. Każdy twój oddech
21. Będę zawsze przy tobie

## Dodatkowe informacje
- Wydawca: Cezary Kulesza
- Projekt graficzny: Red Edge Solutions